# NiceFutis
Maillots

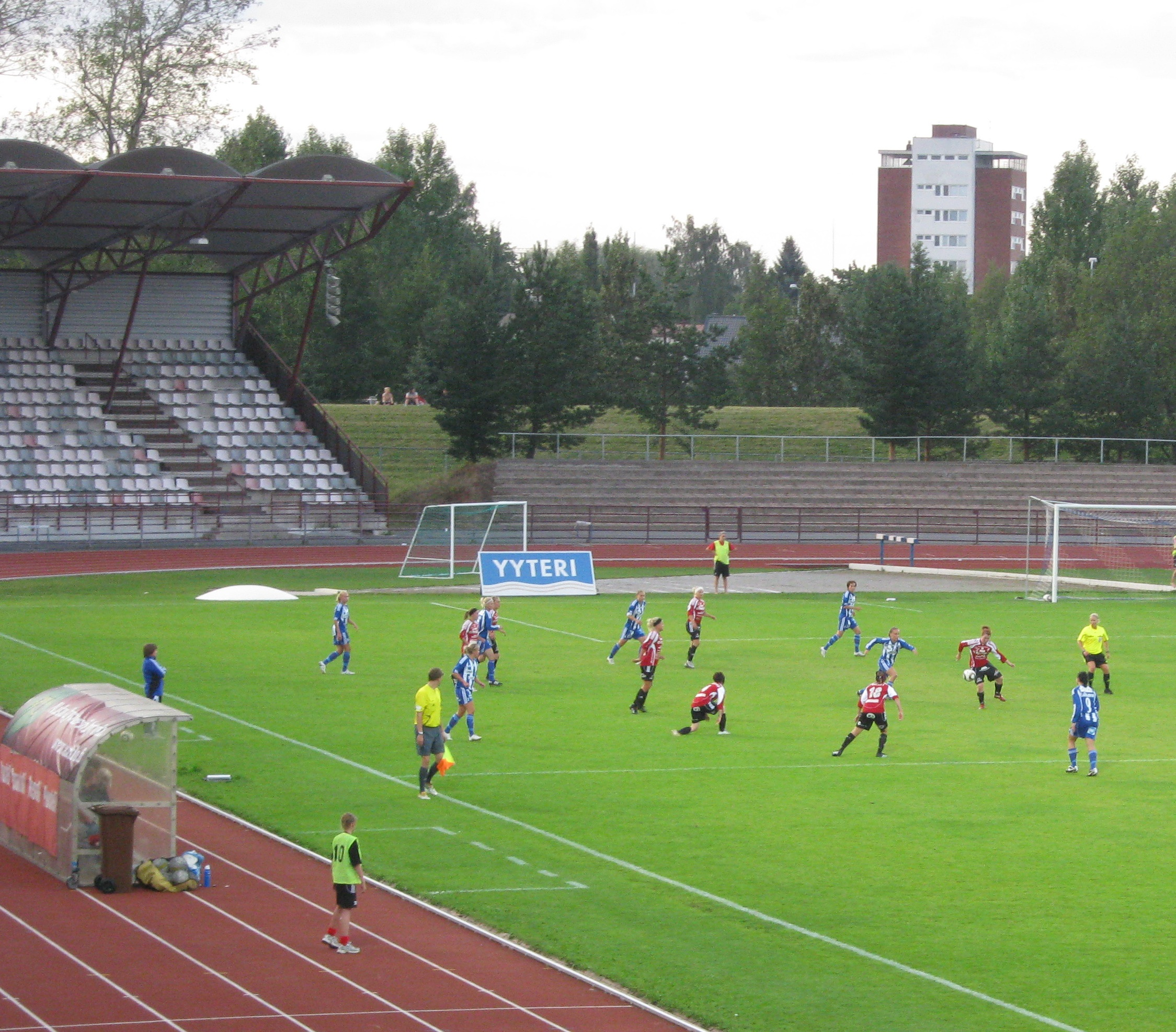
NiceFutis

Le NiceFutis est un club de football féminin finlandais fondé en 1989 et basé à Pori.

## Palmarès
- Championnat de Finlande de D2
  - Champion : 2007